# Harmothoe minuta
Harmothoe minuta är en ringmaskart som först beskrevs av Frank Armitage Potts 1910.  Harmothoe minuta ingår i släktet Harmothoe och familjen Polynoidae. Inga underarter finns listade i Catalogue of Life.